# 2001.
◄ | 20. stoljeće | 21. stoljeće | 22. stoljeće | ►
◄ | 1970-ih | 1980-ih | 1990-ih | 2000-ih | 2010-ih | 2020-ih | 2030-ih | ►
◄◄ | ◄ | 1998. | 1999. | 2000. | 2001. | 2002. | 2003. | 2004. | ► | ►►
Arhitektura • Astronautika • Astronomija • Biologija • Film • Fotografija • Glazba • Kazalište • Kemija • Kiparstvo • Knjige • Književnost • Kršćanstvo • Meteorologija • Medicina • Planinarstvo • Politika • Pravo • Promet • Slikarstvo • Strip • Šport • Televizija • Znanost • Zrakoplovstvo • Željeznički promet
2001. je bila godina prema gregorijanskom kalendaru koja nije bila prijestupna, a započela je u ponedjeljak. Ova godina je prema kriterijima gregorijanskog kalendara bila početak 21. stoljeća i 3. tisućljeća.
Ova godina bila je obilježena kao:
- Međunarodna godina dobrovoljaca.
- UN-ova godina dijaloga među civilizacijama.

## Događaji
- 6. siječnja – Američki kongres proglasio je Georgea W. Busha pobjednikom američkih predsjedničkih izbora 2000.
- 15. siječnja – Pokrenuta Wikipedija.
- 20. siječnja – George W. Bush naslijedio je Billa Clintona na mjestu američkog predsjednika i postao 43. predsjednik SAD-a.
- 25. siječnja – Zoran Đinđić izabran za predsjednika Vlade Srbije.
- 6. veljače – Ariel Sharon pobijedio je na izborima za izraelskog premijera.
- 12. veljače – Svemirska letjelica NEAR Shoemaker spustila se na površinu asteroida 433 Eros i postala prva svemirska letjelica koja je sletjela na neki asteroid.
- 13. veljače – Potres magnitude 6.6 pogodio je Salvador ubivši najmanje 400 ljudi.
- 17. i 18. ožujka – Održan I. Europski zimski bacački kup u francuskoj Nici.[1] Natjecanje je organizirao Europski atletski savez u suradnji s Francuskim atletskim savezom i gradom Nicom. Na natjecanju je sudjelovao 151 natjecatelj iz 21 europske države.[2]
- 23. ožujka – Ruska svemirska postaja Mir pala je u Tihi ocean nedaleko od Fidžija.
- 28. ožujka – Ustavnim promjenama ukinut je Županijski dom Hrvatskog sabora.[3][4]
- 30. ožujka – Počela operacija uhićenja bivšega jugoslavenskoga i srbijanskoga predsjednika, Slobodana Miloševića. Ispred njegove rezidencije na beogradskom naselju Dedinje okupilo se više stotina njegovih pristalica.
- 31. ožujka – Sjedinjenjem dvaju europskih sveučilišnih udruženja utemeljeno Udruženje europskih sveučilišta u španjolskoj Salamanci.
- 1. travnja – Poslije pregovora sa srbijanskom Vladom, Milošević se odlučio predati te je odveden u beogradski Centralni zatvor.
- 7. travnja – Utemeljeno Hrvatsko društvo folklornih koreografa i voditelja.
- 28. lipnja – Slobodan Milošević izručen Haaškom tribunalu, gdje je optužen za ratne zločine. Jugoslavenski predsjednik, Vojislav Koštunica, označio izručenje „državnim udarom”.
- 3. srpnja – 145 poginulih u padu zrakoplova Tupoljev TU-154 u blizini grada Irkutska u Rusiji.
- 9. srpnja – u legendarnom meču protiv Australca Pata Raftera hrvatski tenisač Goran Ivanišević po prvi puta u povijesti za Hrvatsku osvojio Wimbledon.
- 17. kolovoza – Demokratska stranka Srbije Vojislava Koštunice optužila Đinđićevu Vladu da surađuje s organiziranim kriminalom, te je napustila Vladu i vladajuću koaliciju DOS. Ovaj događaj označio je kraj suradnje između Koštunice i Đinđića, osoba koje su zauzimale najvažnije funkcije u zemlji.
- 11. rujna – Više od 3 000 poginulih u terorističkim napadima na Svjetski trgovački centar u New Yorku, Pentagon i ruralno područje oko Shanksvillea u Pennsylvaniji.
- 7. listopada – SAD pokreće Rat protiv terorizma zračnim udarima na Afganistan.
- 8. listopada – 100 poginulih u zrakoplovnoj nesreći u milanskoj zračnoj luci nakon što se zrakoplov MD-87 švedske tvrtke SAS sudario s privatnim zrakoplovom, a zatim udario i u zgradu.
- 12. studenog – Airbus A300 američke kompanije American Airlines srušio se na newyorkško predgrađe Queens zbog strukturalnoga raspada. Poginulo 260 ljudi u zrakoplovu i petero na tlu.
- 22. studenog – Papa Ivan Pavao II. postao je prvi papa koji je poslao e-mail poruku iz svoga ureda.

## Rođenja

### Siječanj – ožujak
- 5. siječnja – Mihajlo Mudrik, ukrajinski nogometaš
- 6. siječnja – Klinac, srpski reper i pjevač
- 9. siječnja – Eric García, španjolski nogometaš
- 17. siječnja – Enzo Fernández, argentinski nogometaš
- 5. veljače – Duje Ajduković, hrvatski tenisač
- 12. veljače – Hviča Kvarachelija, gruzijski nogometaš
- 10. ožujka – Charles De Ketelaere, belgijski nogometaš
- 26. ožujka – Niko Galešić, hrvatski nogometaš

### Travanj – lipanj
- 18. svibnja – Breskvica, srpska pjevačica
- 27. svibnja – Izabela Vidovic, američka pjevačica i glumica
- 31. svibnja – Iga Świątek, poljska tenisačica
- 10. lipnja – Julien Alfred, atletičarka iz Svete Lucije

### Srpanj – rujan
- 26. srpnja – Marko Ožbolt, hrvatski glumac
- 16. kolovoza – Jannik Sinner, talijanski tenisač
- 31. kolovoza – Amanda Anisimova,  američka tenisačica ruskoga porijekla
- 25. rujna – Luka Lovre Klarica, hrvatski rukometaš

### Rujan – prosinac
- 5. rujna – Bukayo Saka, engleski nogometaš
- 15. rujna – Voyage, srpski pjevač
- 12. prosinca – Michael Olise, francuski nogometaš
- 18. prosinca – Billie Eilish, američka pjevačica i kantautorica
- 22. prosinca – Marko Žuvela, hrvatski vaterpolist

## Smrti

### Siječanj – ožujak
- 1. siječnja – Fabijan Šovagović, hrvatski kazališni i filmski glumac (* 1932.)
- 15. siječnja – Zdenko Hudec, hrvatski novinar (* 1949.)
- 18. siječnja – Sergej Kraigher, slovenski partizan (* 1914.)
- 23. siječnja – Branko Jagnjić, hrvatski nogometaš (* 1939.)
- 28. siječnja – Ranko Marinković, hrvatski književnik (* 1913.)
- 6. veljače – Miro Kačić, hrvatski jezikoslovac (* 1946.)
- 9. veljače – Herbert A. Simon, američki znanstvenik (* 1916.)
- 17. veljače – Zvonimir Červenko, hrvatski general (* 1926.)
- 19. veljače – Liza 'N' Eliaz, belgijska DJ-ica i producentica (* 1958.)
- 19. veljače – Stanley Kramer, američki filmski režiser (* 1913.)
- 15. ožujka – Ann Sothern, američka glumica (* 1909.)
- 18. ožujka – John Phillips, američki glazbenik (* 1935.)
- 22. ožujka – William Hanna, američki animator, režiser i producent (* 1910.)
- 24. ožujka – Stipan Blažetin, hrvatski književnik (* 1941.)
- 25. ožujka – Terry C. Johnston, američki književnik (* 1947.)
- 31. ožujka – Robert Lassalvy, francuski karikaturist (* 1932.)

### Travanj – lipanj
- 7. travnja – David Graf, američki glumac (* 1950.)
- 15. travnja – Joey Ramone, američki glazbenik (* 1951.)
- 11. svibnja – Douglas Adams, britanski radijski dramaturg i pisac znanstvene fantastike (* 1952.)
- 12. svibnja – Didi, brazilski nogometaš i trener (* 1929.)
- 12. svibnja – Perry Como, američki glazbenik (* 1912.)
- 3. lipnja – Anthony Quinn, američki glumac (* 1915.)
- 18. lipnja – Davorin Popović, bosanskohercegovački glazbenik (* 1946.)
- 21. lipnja – John Lee Hooker, američki blues pjevač, gitarist i skladatelj (* 1917.)
- 27. lipnja – Jack Lemmon, američki filmski glumac i redatelj (* 1925.)
- 28. lipnja – Joan Sims, britanska glumica (* 1930.)

### Srpanj – rujan
- 1. srpnja – Nikolaj Genadijevič Basov, ruski fizičar (* 1922.)
- 3. srpnja – Ivan Slamnig, hrvatski pjesnik (* 1930.)
- 9. srpnja – Jorge Novak, hrvatsko-argentinski biskup (* 1928.)
- 16. srpnja – Julijan Knežević, srpski arhimandrit (* 1918.)
- 19. srpnja – Ilija Ladin, bosanskohercegovački pjesnik (* 1929.)
- 27. srpnja – Leon Wilkeson, američki rock pjevač (* 1952.)
- 4. kolovoza – Bela Gabrić, bački hrvatski književnik (* 1921.)
- 14. kolovoza – Tomislav Durbešić, hrvatski književnik (* 1928.)
- 25. kolovoza – Aaliyah, američka pjevačica i glumica (* 1979.)
- 3. rujna – Thuy Trang, američko-vijetnamska glumica (* 1973.)
- 5. rujna – Vladimir Žerjavić, hrvatski ekonomist, demograf i stručnjak UN-a (* 1912.)
- 6. rujna – Wardell Pomeroy, američki seksolog (* 1913.)
- 7. rujna – Boro Pavlović, hrvatski književnik (* 1922.)
- 11. rujna – Barbara Olson, američka odvjetnica i komentatorica (* 1955.)
- 11. rujna – David Angell, američki producent (* 1946.)
- 11. rujna – Berry Berenson, američka glumica (* 1948.)
- 11. rujna – Carolyn Beug, američka producentica (* 1953.)

### Listopad – prosinac
- 5. listopada – Emilie Schindler, njemačka humanitarka (* 1907.)
- 11. listopada – Nada Mamula, srpska narodna pjevačica (* 1927.)
- 29. listopada – Zvonimir Krkljuš, hrvatski pjevač i skladatelj (* 1921.)
- 29. listopada – Milorad B. Protić, srpski astronom (* 1910.)
- 31. listopada – Régine Cavagnoud, francuska alpska skijašica (* 1970.)
- 6. studenog – Božidar Knežević, hrvatski filmski redatelj (* 1952.)
- 12. studenog – Đorđe (Đokica) Milaković, hrvatski glumac (* 1925.)
- 18. studenog – Ela Peroci, slovenska književnica (* 1922.)
- 23. studenog – Vladimir Levak, hrvatski TV novinar (* 1934.)
- 24. studenog – Melanie Thornton, američko-njemačka pop pjevačica (* 1967.)
- 24. studenog – Rachel Gurney, engleska glumica (* 1920.)
- 29. studenog – George Harrison, britanski glazbenik, basist i vokalist grupe The Beatles (* 1943.)
- 4. prosinca – Josip Buljovčić, bački hrvatski filolog (* 1932.)
- 8. prosinca – Mirza Delibašić, bosanskohercegovački košarkaš i sportaš (* 1954.)
- 13. prosinca – Chuck Schuldiner, američki glazbenik (* 1967.)
- 13. prosinca – Stjepan Bertović, hrvatski znanstvenik (* 1922.)
- 20. prosinca – Léopold Sédar Senghor, afrički političar (* 1906.)
- 26. prosinca – Nigel Hawthorne, engleski glumac (* 1929.)
- 31. prosinca – François Verger, francuski hokejaš na travi (* 1911.)

## Nobelova nagrada za 2001. godinu
- Fizika: Eric A. Cornell, Wolfgang Ketterle i Carl E. Wieman
- Kemija: William Standish Knowles, Ryoji Noyori i Karl Barry Sharpless
- Fiziologija i medicina: Leland H. Hartwell, R. Timothy Hunt i Paul M. Nurse
- Književnost: V. S. Naipaul
- Mir: UN, generalni tajnik Kofi Annan
- Ekonomija: George A. Akerlof, Michael Spence i Joseph E. Stiglitz

## Vanjske poveznice
|  | Zajednički poslužitelj ima još gradiva o temi 2001. |